# كندا في دورة الألعاب البارالمبية الصيفية 2024

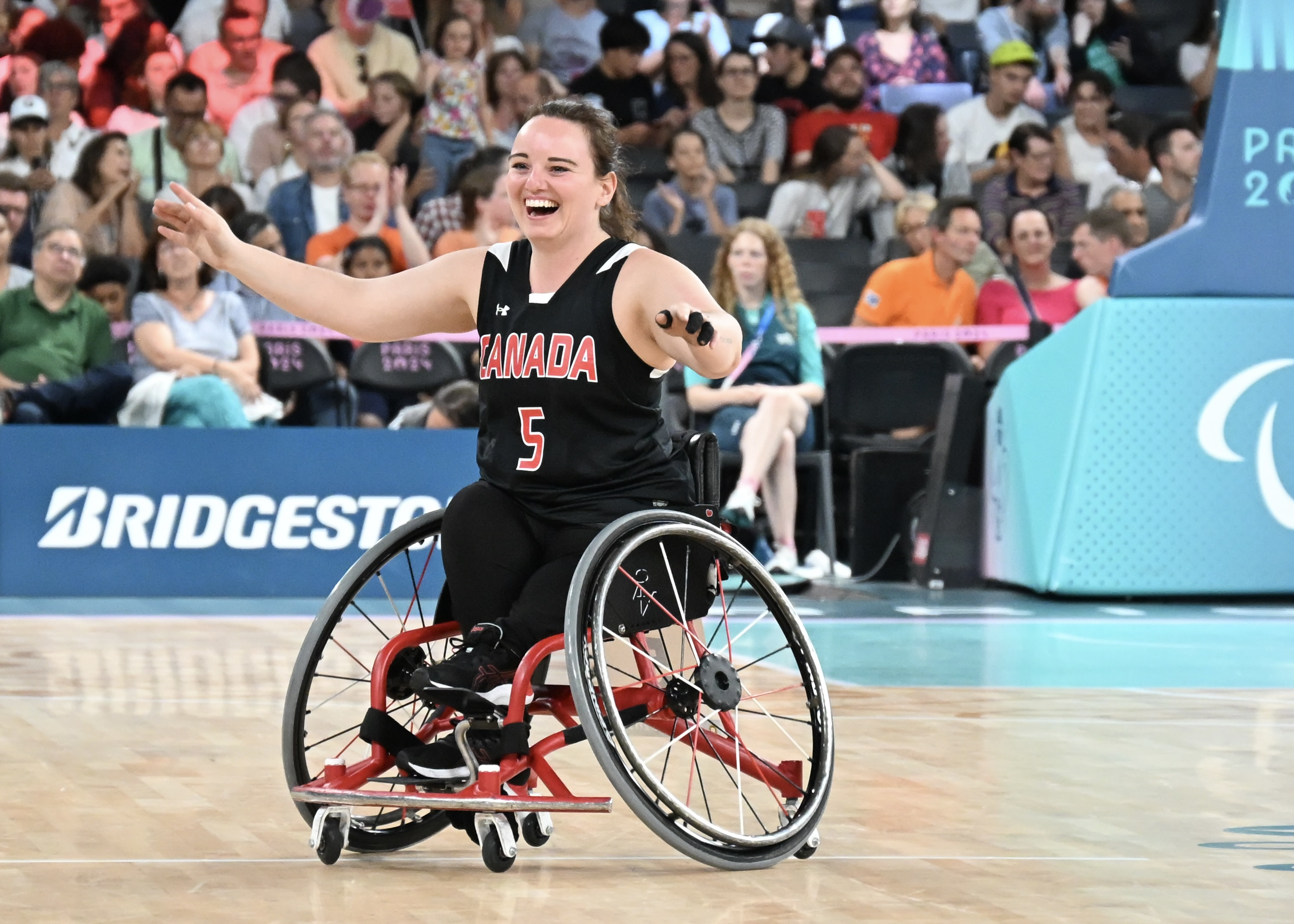
إيلودي تيسييه في مباراة كرة السلة للسيدات على الكراسي المتحركة ضد هولندا

## الحائزون على الميداليات
| الميدالية       | الاسم                                      | الرياضة             | الحدث                           | التاريخ |
| --------------- | ------------------------------------------ | ------------------- | ------------------------------- | ------- |
| ذهبية           | نيكولاس بينيت                              | السباحة             | 100 متر صدر رجال SB14           | 2 أيلول |
| ذهبية           | كودي فورنيي                                | ألعاب القوى         | 200 متر رجال T51                | 3 أيلول |
| ذهبية           | غريغ ستيوارت                               | ألعاب القوى         | دفع الكرة الحديدية رجال F46     | 4 أيلول |
| ذهبية           | نيكولاس بينيت                              | السباحة             | 200 متر متنوع فردي رجال SM14    | 4 أيلول |
| ذهبية           | أورايلي ريفارد                             | السباحة             | 400 متر حرة سيدات S10           | 5 أيلول |
| ذهبية           | برنت لاكاتوس                               | ألعاب القوى         | 800 متر رجال T53                | 5 أيلول |
| ذهبية           | سيباستيان ماسابي                           | السباحة             | 50 متر حرة رجال S4              | 6 أيلول |
| ذهبية           | كودي فورنيي                                | ألعاب القوى         | 100 متر رجال T51                | 6 أيلول |
| ذهبية           | أوستن سميينك                               | ألعاب القوى         | 800 متر رجال T34                | 7 أيلول |
| ذهبية           | دانييل دوريس                               | السباحة             | 50 متر فراشة سيدات S7           | 7 أيلول |
| فضية            | نيكولاس بينيت                              | السباحة             | 200 متر حرة رجال S14            | 31 آب   |
| فضية            | تيس روتليف                                 | السباحة             | 200 متر متنوع فردي سيدات SM7    | 31 آب   |
| فضية            | برنت لاكاتوس                               | ألعاب القوى         | 400 متر رجال T53                | 1 أيلول |
| فضية            | أورايلي ريفارد                             | السباحة             | 100 متر حرة سيدات S10           | 1 أيلول |
| فضية            | ناثان كليمنت                               | الدراجات            | سباق الزمن على الطريق رجال T1–2 | 4 أيلول |
| فضية            | ريد ماكسويل                                | السباحة             | 400 متر حرة رجال S8             | 5 أيلول |
| فضية            | جيسي زيسو                                  | ألعاب القوى         | رمي القرص رجال F37              | 6 أيلول |
| فضية            | بريانا هينيسي                              | الكانوي المتوازي    | سباق VL2 سيدات                  | 7 أيلول |
| فضية            | ناثان رايش                                 | ألعاب القوى         | 1500 متر رجال T38               | 7 أيلول |
| برونزية         | كيت أوبراين                                | الدراجات            | سباق الزمن سيدات C4–5           | 29 آب   |
| برونزية         | أورايلي ريفارد                             | السباحة             | 50 متر حرة سيدات S10            | 29 آب   |
| برونزية         | كيلي شو                                    | الدراجات            | المطاردة سيدات C4               | 30 آب   |
| برونزية         | ألكسندر هايوارد                            | الدراجات            | المطاردة رجال C3                | 30 آب   |
| برونزية         | أوستن سميينك                               | ألعاب القوى         | 100 متر رجال T34                | 2 أيلول |
| برونزية         | ليان تايلور                                | الترياتلون المتوازي | فئة PTWC سيدات                  | 2 أيلول |
| برونزية         | كايتي كوسغريف                              | السباحة             | 100 متر فراشة سيدات S10         | 3 أيلول |
| برونزية         | تيس روتليف                                 | السباحة             | 100 متر صدر سيدات SB7           | 5 أيلول |
| برونزية         | منتخب كندا الوطني للكرة الطائرة جلوس سيدات |                     |                                 |         |
| دانييل إيليس    |                                            |                     |                                 |         |
| آن فيرغسون      |                                            |                     |                                 |         |
| جولي كوزون      |                                            |                     |                                 |         |
| أليسون لانغ     |                                            |                     |                                 |         |
| جينيفر مكرِيش    |                                            |                     |                                 |         |
| سارة ميلينكا    |                                            |                     |                                 |         |
| جينيفر أوكس     |                                            |                     |                                 |         |
| هايدي بيترز     |                                            |                     |                                 |         |
| فيليشا فوس-شفيق |                                            |                     |                                 |         |
| جولان وونغ      |                                            |                     |                                 |         |
| كيتلين رايت     | الكرة الطائرة جلوس                         | بطولة السيدات       | 7 أيلول                         |         |
| برونزية         | شيلبي نيوكيرك                              | السباحة             | 100 متر ظهر سيدات S6            | 7 أيلول |

## المنافسون
وفيما يلي قائمة الرياضيين حسب الرياضة/التخصص.
| رياضة                          | الرجال | نحيف | المجموع |
| ------------------------------ | ------ | ---- | ------- |
| الرماية                        | 1      | 0    | 1       |
| ألعاب القوى                    | 10     | 10   | 20      |
| تنس الريشة                     | 0      | 1    | 1       |
| بوكيا                          | 3      | 1    | 4       |
| ركوب الدراجات                  | 4      | 3    | 7       |
| الفروسية                       | 1      | 2    | 3       |
| كرة الهدف                      | 0      | 6    | 6       |
| الجودو                         | 0      | 1    | 1       |
| التجديف بالمظلات               | 1      | 2    | 3       |
| الباراترياثلون                 | 1      | 2    | 3       |
| تجديف                          | 1      | 0    | 1       |
| الكرة الطائرة جالسة            | 0      | 12   | 12      |
| سباحة                          | 7      | 15   | 22      |
| كرة الطاولة                    | 1      | 0    | 1       |
| كرة السلة على الكراسي المتحركة | 12     | 12   | 24      |
| سياج الكراسي المتحركة          | 1      | 2    | 3       |
| الرجبي على الكراسي المتحركة    | 12     | 0    | 12      |
| تنس الكراسي المتحركة           | 1      | 0    | 1       |
| المجموع                        | 56     | 69   | 125     |

## الرماية
شاركت كندا برامي سهام ذكر واحد في الألعاب بفضل نتيجته في دورة الألعاب البارابان الأمريكية 2023 في سانتياغو ، تشيلي .
| الرياضي       | الحدث                      | الجولة الترتيبية | دور الـ32 | دور الـ16        | ربع النهائي | نصف النهائي | النهائي | الترتيب |
| ------------- | -------------------------- | ---------------- | --------- | ---------------- | ----------- | ----------- | ------- | ------- |
| كايل تريمبلاي | فردي الرجال – القوس المركب | 697              | المركز 4  | منشازاده (إيران) |             |             |         |         |
| فاز 140–135   | ماير (النمسا)              |                  |           |                  |             |             |         |         |
| فاز 140–139   | كومار (الهند)              |                  |           |                  |             |             |         |         |
| تعادل 144–144 |                            |                  |           |                  |             |             |         |         |
| لم يتأهل      | —                          | —                | السادس    |                  |             |             |         |         |

## ألعاب القوى
حقق الرياضيون الكنديون في ألعاب القوى أماكن الحصص للأحداث التالية بناءً على نتائجهم في بطولة العالم 2023 ، أو بطولة العالم 2024 ، أو من خلال تخصيص الأداء العالي، طالما أنهم يستوفون معيار الدخول الأدنى (MES).
أحداث المضمار والطريق
الرجال
| الرياضي      | الحدث        | التصفيات                                 | النهائي                              |
| ------------ | ------------ | ---------------------------------------- | ------------------------------------ |
| أنتوني بوشار | 100 متر T52  | 17.43 – المركز 2                         | 17.55 – المركز 4                     |
|              | 400 متر T52  | 1:05.98 – المركز 4 تأهّل                  | 1:04.09 – المركز 6                   |
| كودي فورنيه  | 100 متر T51  | —                                        | 19.63 رقم قياسي شخصي، رقم قياسي قاري |
|              | 200 متر T51  | —                                        | 37.64 أفضل رقم شخصي                  |
| زاك جينغراس  | 400 متر T38  | —                                        | 50.63 أفضل أداء موسمي – المركز 5     |
| برنت لاكاتوس | 400 متر T53  | 49.04 – المركز 1 تأهّل                    | 47.24 أفضل أداء موسمي                |
|              | 800 متر T53  | —                                        | 1:37.32 أفضل أداء موسمي              |
|              | 1500 متر T54 | 2:59.19 أفضل أداء موسمي – المركز 8       | لم يتأهل                             |
|              | 5000 متر T54 | 10:35.15 أفضل أداء موسمي – المركز 2 تأهّل | 10:56.73 – المركز 7                  |
| غيوم أويليت  | 5000 متر T13 | —                                        | 16:07.71 – المركز 5                  |
| نيت رايش     | 1500 متر T38 | —                                        | 4:13.12                              |
| أوستن سمنك   | 100 متر T34  | 15.38 – المركز 1 تأهّل                    | 15.19                                |
|              | 800 متر T34  | 1:44.91 – المركز 2 تأهّل                  | 1:39.27                              |

| الرياضي                | الحدث        | التصفيات                               | النهائي            |
| ---------------------- | ------------ | -------------------------------------- | ------------------ |
| بيانكا بورجيلا         | 100 متر T13  | 12.15 – المركز 2 تأهّلت                 | 25.11 – المركز 8   |
| كيغان غونت             | 400 متر T13  | 1:03.16 – المركز 6                     | لم تتأهل           |
|                        | 1500 متر T13 | —                                      | 4:51.33 – المركز 9 |
| شيريونا هاز            | 100 متر T47  | 12.47 أفضل أداء موسمي – المركز 2 تأهّلت | 12.53 – المركز 4   |
|                        | 200 متر T47  | 25.87 – المركز 3 تأهّلت                 | 25.76 – المركز 6   |
| ماريسا باباكونستانتينو | 100 متر T64  | 13.24 – المركز 5 تأهّلت                 | 13.25 – المركز 7   |
|                        | 200 متر T64  | 27.47 – المركز 3 تأهّلت                 | 27.30 – المركز 4   |
| أماندا رَمري            | 400 متر T47  | 59.24 – المركز 2 تأهّلت                 | 58.02 – المركز 5   |

الأحداث الميدانية
الرجال
| رياضي        | حدث              | أخير        | أخير   | أخير |
| رياضي        | حدث              | نتيجة       | رتبة   |      |
| ------------ | ---------------- | ----------- | ------ | ---- |
| جريج ستيوارت | دفع الجلة F46    | 16.38 إس بي | الأول  |      |
| نوح فوتشيكس  | القفز الطويل T20 | 7.15        | 5      |      |
| جيسي زيسو    | رمي القرص F37    | 53.24       | الثاني |      |

| رياضي         | حدث           | أخير       | أخير |
| رياضي         | حدث           | نتيجة      | رتبة |
| ------------- | ------------- | ---------- | ---- |
| شارلوت بولتون | رمي القرص F41 | 28.53      | 6    |
| شارلوت بولتون | دفع الجلة F41 | 7.92       | 10   |
| رينيه فوسيل   | رمي القرص F38 | 34.40      | 6    |
| جوليا هانز    | دفع الجلة F33 | 7.15 بي بي | 6    |
| جوليا هانز    | رمي الرمح F34 | 15.34      | 8    |
| كاتي بيج      | دفع الجلة F46 | 10.72      | 7    |
| أشلين رينبيرج | رمي الرمح F13 | 30.93      | 7    |

## تنس الريشة
| الرياضي              | الحدث            | دور المجموعات  | ربع النهائي | نصف النهائي  | النهائي | الترتيب |
| -------------------- | ---------------- | -------------- | ----------- | ------------ | ------- | ------- |
| يوكا تشوكيو          | فردي السيدات WH1 | ضد هو (تايوان) |             |              |         |         |
| خسارة 0–2            |                  |                |             |              |         |         |
| (12–21، 12–21)       |                  |                |             |              |         |         |
| ضد توريس (البرازيل)  |                  |                |             |              |         |         |
| خسارة 1–2            |                  |                |             |              |         |         |
| (16–21، 21–15، 7–21) |                  |                |             |              |         |         |
| ضد بوكهام (تايلند)   |                  |                |             |              |         |         |
| خسارة 0–2            |                  |                |             |              |         |         |
| (3–21، 1–21)         | —                | —              | —           | =10 لم تتأهل |         |         |

## بوكيا
حصل الرياضيون الكنديون على حصة في أزواج BC4 بعد فوزهم بالميدالية الذهبية في دورة الألعاب البارابان الأمريكية 2023 في سانتياغو ، تشيلي.
| الرياضي                 | الحدث              | مباريات المجموعات     | الأدوار الإقصائية | ربع النهائي | نصف النهائي | النهائي / مباراة البرونز | الترتيب |
| ----------------------- | ------------------ | --------------------- | ----------------- | ----------- | ----------- | ------------------------ | ------- |
| لانس كرايدرمان          | فردي الرجال BC1    | ضد راموس (البرتغال)   |                   |             |             |                          |         |
| خسارة 0–7               |                    |                       |                   |             |             |                          |         |
| ضد ليونغ (هونغ كونغ)    |                    |                       |                   |             |             |                          |         |
| خسارة 1–5               | —                  | —                     | —                 | —           | 12          |                          |         |
| دانيك ألارد             | فردي الرجال BC2    | ضد هيروسي (اليابان)   |                   |             |             |                          |         |
| خسارة 2–6               |                    |                       |                   |             |             |                          |         |
| ضد يودها (إندونيسيا)    |                    |                       |                   |             |             |                          |         |
| خسارة 1–11              |                    |                       |                   |             |             |                          |         |
| ضد يانغ (الصين)         |                    |                       |                   |             |             |                          |         |
| خسارة 0–9               | —                  | —                     | —                 | —           | 23          |                          |         |
| يوليان تشوبانو          | فردي الرجال BC4    | ضد كولينكو (أوكرانيا) |                   |             |             |                          |         |
| خسارة 1–6               |                    |                       |                   |             |             |                          |         |
| ضد عبد الرحمن (ماليزيا) |                    |                       |                   |             |             |                          |         |
| فوز 6–4                 |                    |                       |                   |             |             |                          |         |
| ضد ماغواير (بريطانيا)   |                    |                       |                   |             |             |                          |         |
| فوز 4–2                 | —                  | —                     | —                 | —           | 9           |                          |         |
| أليسون ليفين            | فردي السيدات BC4   | ضد الفار (مصر)        |                   |             |             |                          |         |
| فوز 4–3                 |                    |                       |                   |             |             |                          |         |
| ضد مات سليم (ماليزيا)   |                    |                       |                   |             |             |                          |         |
| خسارة 2–3               |                    |                       |                   |             |             |                          |         |
| ضد كونينكو (أوكرانيا)   |                    |                       |                   |             |             |                          |         |
| فوز 5–3                 | 2 تأهلت            | —                     |                   |             |             |                          |         |
| ضد تشيكا (كولومبيا)     |                    |                       |                   |             |             |                          |         |
| خسارة 2–3               | —                  | 5                     |                   |             |             |                          |         |
| يوليان تشوبانو          |                    |                       |                   |             |             |                          |         |
| أليسون ليفين            | الزوجي المختلط BC4 | ضد الصين              |                   |             |             |                          |         |
| فوز 8–5                 |                    |                       |                   |             |             |                          |         |
| ضد كرواتيا              |                    |                       |                   |             |             |                          |         |
| فوز 6–4                 | —                  | 1 تأهلوا              | —                 |             |             |                          |         |
| ضد أوكرانيا             |                    |                       |                   |             |             |                          |         |
| فوز 6–0                 |                    |                       |                   |             |             |                          |         |
| ضد هونغ كونغ            |                    |                       |                   |             |             |                          |         |
| خسارة 4–6               |                    |                       |                   |             |             |                          |         |
| ضد تايلند               |                    |                       |                   |             |             |                          |         |
| خسارة 1–6               | 4                  |                       |                   |             |             |                          |         |

## ركوب الدراجات
تأهلت كندا بمجموع سبعة دراجين (أربعة رجال وثلاث سيدات). أُعلن عن الفريق رسميًا في 29 يوليو 2024.  في 1 سبتمبر 2024، انسحب مايكل ساميتز من الألعاب بسبب الإصابة. 
| رياضي           | حدث                       | وقت      | رتبة   |
| --------------- | ------------------------- | -------- | ------ |
| ناثان كليمنت    | سباق الطريق للرجال T1-2   | 1:31:20  | 9      |
| ناثان كليمنت    | سباق ضد الزمن للرجال T1-2 | 22:53.36 | الثاني |
| ألكسندر هايوارد | سباق الطريق للرجال C1-3   | 1:45:09  | 4      |
| ألكسندر هايوارد | سباق ضد الزمن للرجال C3   | 39:30.48 | 5      |
| تشارلز مورو     | سباق الطريق للرجال H3     | DNF      | DNF    |
| تشارلز مورو     | سباق ضد الزمن للرجال H3   | 47:15.72 | 7      |

| رياضي       | حدث                        | وقت      | رتبة |
| ----------- | -------------------------- | -------- | ---- |
| كيت أوبراين | سباق ضد الزمن للسيدات C4   | DNF      | DNF  |
| ميل بيمبل   | سباق ضد الزمن للسيدات C1-3 | 26:05.83 | 14   |
| كيلي شو     | سباق الطريق للسيدات C4-5   | 2:09:28  | 15   |
| كيلي شو     | سباق ضد الزمن للسيدات C4   | 22:09.19 | 5    |

### مسار
| رياضي           | حدث                     | مؤهل     | مؤهل | أخير                                                                   | أخير   |
| رياضي           | حدث                     | نتيجة    | رتبة | نتيجة                                                                  | رتبة   |
| --------------- | ----------------------- | -------- | ---- | ---------------------------------------------------------------------- | ------ |
| ألكسندر هايوارد | سباق المطاردة للرجال C3 | 3:26.940 | 4 س  | الميدالية البرونزية النهائية سانتا أسينسيو ( ESP ) و 3:24.865-3:28.617 | الثالث |

| رياضي       | حدث                        | مؤهل     | مؤهل | أخير     | أخير   |
| رياضي       | حدث                        | نتيجة    | رتبة | نتيجة    | رتبة   |
| ----------- | -------------------------- | -------- | ---- | -------- | ------ |
| كيت أوبراين | سباق ضد الزمن للسيدات C4–5 | 36.994   | 4 س  | 36.873   | الثالث |
| ميل بيمبل   | سباق ضد الزمن للسيدات C1–3 | 38.512   | 4 س  | 38.610   | 4      |
| كيلي شو     | سباق السيدات C4            | 3:44.012 | 3 س  | 3:36.942 | الثالث |
| كيلي شو     | سباق ضد الزمن للسيدات C4–5 | 39.893   | 10   |          |        |

## الفروسية
شاركت كندا بفريق كامل مكون من أربعة متسابقين من ذوي الاحتياجات الخاصة في منافسات الفروسية البارالمبية، باعتبارها أعلى فريق في الأمريكتين، ولم تتأهل بعد، من خلال التصنيف العالمي النهائي لرياضة الفروسية البارالمبية.
| رياضي         | حصان          | حدث                                        | المجموع  | المجموع |
| رياضي         | حصان          | حدث                                        | نتيجة    | رتبة    |
| ------------- | ------------- | ------------------------------------------ | -------- | ------- |
| روبرتا شيفيلد | فيروزة        | اختبار البطولة الفردية الدرجة الثانية      | 70.345 س | 6       |
| روبرتا شيفيلد | فيروزة        | اختبار فردي للأسلوب الحر من الدرجة الثانية | 73.187   | 6       |
| جودي شلوس     | إل كولورادو   | اختبار البطولة الفردية الدرجة الأولى       | 66.375   | 17      |
| أوستن بيرنز   | أقدام سعيدة 3 | اختبار البطولة الفردية الدرجة الأولى       | 68.667   | 12      |

| رياضي         | حصان       | حدث  | النتيجة الفردية | المجموع | المجموع |
| رياضي         | حصان       | حدث  | TT              | نتيجة   | رتبة    |
| ------------- | ---------- | ---- | --------------- | ------- | ------- |
| روبرتا شيفيلد | انظر أعلاه | فريق | 70.967          | 208.509 | 11      |
| جودي شلوس     | انظر أعلاه | فريق | 69.375          | 208.509 | 11      |
| أوستن بيرنز   | انظر أعلاه | فريق | 68.167          | 208.509 | 11      |

| فريق      | حدث           | مرحلة المجموعات | مرحلة المجموعات | مرحلة المجموعات      | مرحلة المجموعات | ربع النهائي    | نصف النهائي     | النهائي / BM   | النهائي / BM |
| فريق      | حدث           | المعارضة نتيجة  | المعارضة نتيجة  | المعارضة نتيجة       | رتبة            | المعارضة نتيجة | المعارضة نتيجة  | المعارضة نتيجة | رتبة         |
| --------- | ------------- | --------------- | --------------- | -------------------- | --------------- | -------------- | --------------- | -------------- | ------------ |
| نساء كندا | بطولة السيدات | فرنسا فوز 10–0  | اليابان ل 1-2   | كوريا الجنوبية د 0–0 | 2 س             | إسرائيل ل 1-5  | اليابان فوز 1–0 | 5              |              |

### بطولة السيدات
تأهل فريق كرة الهدف النسائي الكندي إلى دورة الألعاب البارالمبية بفضل النتائج التي حققها في دورة الألعاب البارالمبية الأمريكية 2023 في سانتياغو ، تشيلي. 

## تشكيلة منتخب كندا في بطولة الكرة الهدف ضمن دورة الألعاب البارالمبية الصيفية 2024.
| الرقم | اللاعبة                | الفئة | تاريخ الميلاد (العمر)           |
| ----- | ---------------------- | ----- | ------------------------------- |
| 1     | مريم صالحي زاده        | B3    | 21 أيلول 1986 (العمر 37)        |
| 3     | ويتني بوغارت           | B3    | 21 نيسان 1986 (العمر 38)        |
| 4     | ميغان ماهون            | B3    | 15 كانون الثاني 1996 (العمر 28) |
| 5     | إيما راينكه            | B3    | 22 حزيران 1998 (العمر 26)       |
| 6     | بريان تريسي كيلي بالدُك | B3    | 14 كانون الأول 1995 (العمر 28)  |
| 7     | آيمي بورك              | B3    | 17 آذار 1990 (العمر 34)         |

| المركز | الفريق          | ل | ف | ت | خ | له | عليه | الفارق | نقاط | التأهل      |
| ------ | --------------- | - | - | - | - | -- | ---- | ------ | ---- | ----------- |
| 1      | اليابان         | 3 | 3 | 0 | 0 | 11 | 2    | +9     | 9    | ربع النهائي |
| 2      | كندا            | 3 | 1 | 1 | 1 | 11 | 2    | +9     | 4    |             |
| 3      | كوريا الجنوبية  | 3 | 1 | 1 | 1 | 7  | 4    | +3     | 4    |             |
| 4      | فرنسا (المُضيفة) | 3 | 0 | 0 | 3 | 1  | 22   | −21    | 0    |             |

٢٩ آب ٢٠٢٤
الساعة 14:45
| الفريق | النتيجة | الفريق |
| ------ | ------- | ------ |
| كندا   | 10–0    | فرنسا  |

مسجلات الأهداف:
- صالح زاده: الدقيقة 1، 4
- راينكه: الدقيقة 1، 5، 9، 20، 20، 21
- ماهون: الدقيقة 13
- بورك: الدقيقة 22

الملعب: قاعة جنوب باريس، باريس
الحَكَم:
- أنطونيوس خريستودولوس (اليونان)
- يوها فوكيلا (فنلندا)

٣٠ آب ٢٠٢٤
الساعة 14:45
| الفريق  | النتيجة | الفريق |
| ------- | ------- | ------ |
| اليابان | 2–1     | كندا   |

مسجلات الأهداف:
- راينكه (كندا): الدقيقة 0
- هاجيوارا (اليابان): الدقيقة 10، 22

الملعب: قاعة جنوب باريس، باريس
الحَكَم:
- راكيل أغوادو (إسبانيا)
- ليندا ويلبورن (الولايات المتحدة)

١ أيلول ٢٠٢٤
الساعة 10:30
| الفريق         | النتيجة | الفريق |
| -------------- | ------- | ------ |
| كوريا الجنوبية | 0–0     | كندا   |

الملعب: قاعة جنوب باريس، باريس
الحَكَم:
- روموالداس فايتيكوس (ليتوانيا)
- كازوتو أونو (اليابان)

٣ أيلول ٢٠٢٤
الساعة 15:15
| الفريق | النتيجة | الفريق  |
| ------ | ------- | ------- |
| كندا   | 1–5     | إسرائيل |

مسجلات الأهداف:
- بورك (كندا): الدقيقة 13
- بن دافيد (إسرائيل): الدقائق 1، 6، 12، 19
- مزراحي (إسرائيل): الدقيقة 18

الملعب: قاعة جنوب باريس، باريس
الحَكَم:
- سارة كوبر (ألمانيا)
- راكيل أغوادو (إسبانيا)

٤ أيلول ٢٠٢٤
الساعة 11:45
| الفريق  | النتيجة | الفريق |
| ------- | ------- | ------ |
| اليابان | 0–1     | كندا   |

مسجلة الهدف:
- بورك (كندا): الدقيقة 4

الملعب: قاعة جنوب باريس، باريس
الحَكَم:
- سارة كوبر (ألمانيا)
- ليندا ويلبورن (الولايات المتحدة)

## الجودو
| الرياضيّة      | الحدث                  | دور الـ16 | ربع النهائي                           | نصف النهائي         | الإعادة | النهائي / الميدالية البرونزية | الترتيب |
| ------------- | ---------------------- | --------- | ------------------------------------- | ------------------- | ------- | ----------------------------- | ------- |
| بريسيلا غانيه | وزن -57 كلغ J1 للسيدات | إعفاء     | أوليفيرا دا سيلفا (البرازيل) - ف 10–0 | شي (الصين) - خ 0–10 | —       | غوميز (الأرجنتين) - خ 1–11    | 5       |

## التجديف بالمظلات
حصلت كندا على أماكن الحصص للأحداث التالية من خلال بطولة العالم لسباقات الكانو السريعة ICF لعام 2023 في دويسبورغ بألمانيا؛ وبطولة العالم لسباقات الكانو السريعة ICF لعام 2024 في سيجد بالمجر.
| الرياضي/ـة     | الحدث     | التصفيات                                      | نصف النهائي                          | النهائي          |
| -------------- | --------- | --------------------------------------------- | ------------------------------------ | ---------------- |
| ماتيو سان بيير | VL2 رجال  | 58.46 – المركز 4 (تأهّل إلى نصف النهائي)       | 55.74 – المركز 2 (تأهّل إلى النهائي)  | 54.37 – المركز 6 |
| بريانا هينيسي  | VL2 سيدات | 1:02.64 – المركز 1 (تأهّلت مباشرة إلى النهائي) | —                                    | 1:00.12          |
|                | KL1 سيدات | 59.02 – المركز 4 (تأهّلت إلى نصف النهائي)      | 57.00 – المركز 1 (تأهّلت إلى النهائي) | 54.47 – المركز 4 |
| إيريكا سكارف   | VL3 سيدات | 1:01.16 – المركز 3 (تأهّلت إلى نصف النهائي)    | 59.97 – المركز 2 (تأهّلت إلى النهائي) | 59.48 – المركز 5 |

## الباراترياثلون
اختارت كندا ثلاثة رياضيين بارالمبيين للتنافس باسم كندا في دورة الألعاب البارالمبية في باريس 2024. 
| رياضي         | حدث                               | أخير    | أخير   |
| رياضي         | حدث                               | وقت     | رتبة   |
| ------------- | --------------------------------- | ------- | ------ |
| ستيفان دانيال | رجال PTS5                         | 1:03:58 | 10     |
| كاميل فرينيت  | PTS5 للسيدات                      | 1:09:50 | 4      |
| ليان تايلور   | بطولة العالم لألعاب القوى للسيدات | 1:12:11 | الثالث |

## التجديف
تأهلت كندا بقارب واحد في فئات القوارب الفردية للرجال، بفضل القوارب المؤهلة الأعلى تصنيفًا، في سباق التصفيات القارية الأمريكية لعام 2024 في ريو دي جانيرو بالبرازيل.
| رياضي         | حدث                              | تسخينات  | تسخينات | إعادة المباراة | إعادة المباراة | أخير     | أخير |
| رياضي         | حدث                              | وقت      | رتبة    | وقت            | رتبة           | وقت      | رتبة |
| ------------- | -------------------------------- | -------- | ------- | -------------- | -------------- | -------- | ---- |
| جاكوب واسرمان | قوارب التجديف الفردية للرجال PR1 | 11:22.35 | 6 ر     | 11:28.31       | 4 فيس بوك      | 11:58.90 | 9    |

## الكرة الطائرة جالسة
| فريق      | حدث           | مرحلة المجموعات    | مرحلة المجموعات  | مرحلة المجموعات  | مرحلة المجموعات | نصف النهائي    | النهائي / BM / Cl. | النهائي / BM / Cl. |
| فريق      | حدث           | المعارضة نتيجة     | المعارضة نتيجة   | المعارضة نتيجة   | رتبة            | المعارضة نتيجة | المعارضة نتيجة     | رتبة               |
| --------- | ------------- | ------------------ | ---------------- | ---------------- | --------------- | -------------- | ------------------ | ------------------ |
| نساء كندا | بطولة السيدات | سلوفينيا · فوز 3–0 | البرازيل · ل 1–3 | رواندا · فوز 3–0 | 2 س             | الصين · ل 0–3  | البرازيل · فوز 3–0 | الثالث             |

### بطولة السيدات
تأهل فريق الكرة الطائرة الوطني للسيدات في كندا لدورة الألعاب البارالمبية الصيفية 2024 بعد احتلاله المركز الأول بين الدول غير المؤهلة في كأس العالم للكرة الطائرة البارالمبية 2023 التي أقيمت في القاهرة ، مصر. 
- أنجلينا دوليزار
- دانييل إليس
- آن فيرجسون
- جولي كوزون
- أليسون لانج
- جينيفر ماكريش
- سارة ميلينكا
- جينيفر جيريلين أوكس
- هايدي بيترز
- فيليسيا فوس شفيق
- جولان وونغ
- كاتلين رايت ٢٩ آب ٢٠٢٤

الساعة 18:00
كندا ٣–٠ سلوفينيا
قاعة باريس الشمالية، باريس
الحضور الجماهيري: ٤٬٠٧٢
الحكّام: بينّو ماير (هولندا)، فيليب دوشيل (فرنسا)
(٢٥–١١، ٢٥–٢١، ٢٥–١٢)
تقرير P2
٣١ آب ٢٠٢٤
الساعة 20:00
كندا ١–٣ البرازيل
قاعة باريس الشمالية، باريس
الحضور الجماهيري: ٣٬٨٧٢
الحكّام: ميرزا باسيك (البوسنة والهرسك)، سلافيسا كوزمينوفيتش (البوسنة والهرسك)
(٢٠–٢٥، ٢١–٢٥، ٢٥–٢٣، ١٩–٢٥)
تقرير P2
٢ أيلول ٢٠٢٤
الساعة 18:00
رواندا ٠–٣ كندا
قاعة باريس الشمالية، باريس
الحضور الجماهيري: ٢٬٣٣٨
الحكّام: سلافيسا كوزمينوفيتش (البوسنة والهرسك)، فيليب دوشيل (فرنسا)
(١٤–٢٥، ١٧–٢٥، ١٣–٢٥)
تقرير P2
٥ أيلول ٢٠٢٤
الساعة 20:30
الصين ٣–٠ كندا
قاعة باريس الشمالية، باريس
الحضور الجماهيري: ٢٬٥٧٥
الحكّام: كريستينا أرباش (هنغاريا)، شبيلا بليسنك (سلوفينيا)
(٢٥–١٦، ٢٥–٢٢، ٢٥–١٨)
تقرير P2
٧ أيلول ٢٠٢٤
الساعة 15:00
كندا ٣–٠ البرازيل
قاعة باريس الشمالية، باريس
الحضور الجماهيري: ٤٬٠٥٤
الحكّام: ميرزا باسيك (البوسنة والهرسك)، أيان رخمتوف (كازاخستان)
(٢٥–١٥، ٢٥–١٨، ٢٥–١٨)
تقرير P2

## السباحة
حصل السباحون الكنديون على حصص تأهيلية في الفعاليات التالية بناءً على نتائجهم في بطولة العالم للسباحة البارالمبية لعام ٢٠٢٣، ومن خلال تخصيص الأداء العالي، شريطة أن يستوفوا معيار الحد الأدنى للدخول.
| الرياضي                 | الفعالية        | التصفيات | الترتيب    | النهائي  | الترتيب |
| ----------------------- | --------------- | -------- | ---------- | -------- | ------- |
| نيكولاس بينيت           | ٢٠٠ متر حرة S14 | 1:54.72  | ١ Q        | 1:53.61  |         |
| ١٠٠ متر ظهر S14         | 1:04.12         | ٦        | لم يتأهل   |          |         |
| ١٠٠ متر صدر SB14        | 1:05.33         | ٢ Q      | 1:03.98    |          |         |
| ٢٠٠ متر فردي متنوع SM14 | 2:09.93         | ١ Q      | 2:06.05 PR |          |         |
| أليك إليوت              | ١٠٠ متر حرة S10 | 55.81    | ٥          | لم يتأهل |         |
| ١٠٠ متر ظهر S10         | 1:04.41         | ٥ Q      | 1:04.85    | ٧        |         |
| ١٠٠ متر فراشة S10       | 59.81           | ٣ Q      | 1:00.75    | ٨        |         |
| ٢٠٠ متر فردي متنوع SM10 | 2:20.90         | ٦        | لم يتأهل   |          |         |
| فرناندو لو              | ٥٠ متر حرة S10  | 25.02    | ٨ Q        | 24.84    | ٧       |
| ١٠٠ متر حرة S10         | 56.07           | ٦        | لم يتأهل   |          |         |
| ١٠٠ متر فراشة S10       | 1:01.05         | ٥        | لم يتأهل   |          |         |
| ١٠٠ متر صدر SB9         | DSQ             | لم يتأهل |            |          |         |
| ٢٠٠ متر فردي متنوع SM10 | 2:22.45         | ٦        | لم يتأهل   |          |         |
| سيباستيان ماسابييه      | ٥٠ متر حرة S4   | 36.95 PR | ١ Q        | 35.61 WR |         |
| ١٠٠ متر حرة S4          | 1:23.80         | ٢ Q      | 1:22.53    | ٥        |         |
| ٢٠٠ متر حرة S4          | 3:02.28         | ٣ Q      | 2:59.15    | ٦        |         |
| ريد ماكسويل             | ١٠٠ متر حرة S8  | 1:00.68  | ٦          | لم يتأهل |         |
| ٤٠٠ متر حرة S8          | 4:25.95         | ١ Q      | 4:23.90 AM |          |         |
| ١٠٠ متر فراشة S8        | 1:08.37         | ٥        | لم يتأهل   |          |         |
| ١٠٠ متر ظهر S8          | 1:10.37         | ٥        | لم يتأهل   |          |         |
| ٢٠٠ متر فردي متنوع SM8  | 2:31.54         | ٥        | لم يتأهل   |          |         |
| نيكولا غي توربيد        | ٥٠ متر حرة S13  | 24.33    | ٣ Q        | 24.40    | ٧       |
| فيليب فاشون             | ٤٠٠ متر حرة S8  | 4:39.79  | ٦          | لم يتأهل |         |

| الرياضي                 | الفعالية        | التصفيات | الترتيب    | النهائي  | الترتيب |
| ----------------------- | --------------- | -------- | ---------- | -------- | ------- |
| نيكولاس بينيت           | ٢٠٠ متر حرة S14 | 1:54.72  | ١ Q        | 1:53.61  | —       |
| ١٠٠ متر ظهر S14         | 1:04.12         | ٦        | لم يتأهل   | —        |         |
| ١٠٠ متر صدر SB14        | 1:05.33         | ٢ Q      | 1:03.98    | —        |         |
| ٢٠٠ متر فردي متنوع SM14 | 2:09.93         | ١ Q      | 2:06.05 PR | —        |         |
| أليك إليوت              | ١٠٠ متر حرة S10 | 55.81    | ٥          | لم يتأهل | —       |
| ١٠٠ متر ظهر S10         | 1:04.41         | ٥ Q      | 1:04.85    | ٧        |         |
| ١٠٠ متر فراشة S10       | 59.81           | ٣ Q      | 1:00.75    | ٨        |         |
| ٢٠٠ متر فردي متنوع SM10 | 2:20.90         | ٦        | لم يتأهل   | —        |         |
| فرناندو لو              | ٥٠ متر حرة S10  | 25.02    | ٨ Q        | 24.84    | ٧       |
| ١٠٠ متر حرة S10         | 56.07           | ٦        | لم يتأهل   | —        |         |
| ١٠٠ متر فراشة S10       | 1:01.05         | ٥        | لم يتأهل   | —        |         |
| ١٠٠ متر صدر SB9         | DSQ             | —        | لم يتأهل   | —        |         |
| ٢٠٠ متر فردي متنوع SM10 | 2:22.45         | ٦        | لم يتأهل   | —        |         |
| سيباستيان ماسابييه      | ٥٠ متر حرة S4   | 36.95 PR | ١ Q        | 35.61 WR | —       |
| ١٠٠ متر حرة S4          | 1:23.80         | ٢ Q      | 1:22.53    | ٥        |         |
| ٢٠٠ متر حرة S4          | 3:02.28         | ٣ Q      | 2:59.15    | ٦        |         |
| ريد ماكسويل             | ١٠٠ متر حرة S8  | 1:00.68  | ٦          | لم يتأهل | —       |
| ٤٠٠ متر حرة S8          | 4:25.95         | ١ Q      | 4:23.90 AM | —        |         |
| ١٠٠ متر فراشة S8        | 1:08.37         | ٥        | لم يتأهل   | —        |         |
| ١٠٠ متر ظهر S8          | 1:10.37         | ٥        | لم يتأهل   | —        |         |
| ٢٠٠ متر فردي متنوع SM8  | 2:31.54         | ٥        | لم يتأهل   | —        |         |
| نيكولا غي توربيد        | ٥٠ متر حرة S13  | 24.33    | ٣ Q        | 24.40    | ٧       |
| فيليب فاشون             | ٤٠٠ متر حرة S8  | 4:39.79  | ٦          | لم يتأهل | —       |

| الرياضي                 | الفعالية        | التصفيات | الترتيب  | النهائي  | الترتيب |
| ----------------------- | --------------- | -------- | -------- | -------- | ------- |
| كاتي كوسغريف            | ٥٠ متر حرة S10  | 29.14    | ١٣       | لم تتأهل | —       |
| ١٠٠ متر ظهر S10         | 1:10.24         | ١ Q      | 1:09.56  | ٥        |         |
| ١٠٠ متر فراشة S10       | 1:07.29         | ١ Q      | 1:07.22  | —        |         |
| ٢٠٠ متر فردي متنوع SM10 | 2:39.48         | ٥        | لم تتأهل | —        |         |
| دانييل دوريس            | ٥٠ متر فراشة S7 | 33.70    | ١ Q      | 33.62    | —       |
| ٢٠٠ متر فردي متنوع SM7  | 3:02.55         | ٢ Q      | 3:04.51  | ٦        |         |
| سابرينا دوشين           | ١٠٠ متر حرة S7  | 1:15.45  | ٧        | لم تتأهل | —       |
| ٤٠٠ متر حرة S7          | 5:24.08         | ٢ Q      | 5:24.08  | ٦        |         |
| نيكيتا إينس             | ١٠٠ متر حرة S3  | 2:34.14  | ٨        | لم تتأهل | —       |
| ٥٠ متر ظهر S3           | 1:13.44         | ٥        | لم تتأهل | —        |         |
| أريانا هانسكر           | ٥٠ متر حرة S10  | 28.98    | ١٢       | لم تتأهل | —       |
| ١٠٠ متر حرة S10         | 1:03.81         | ٧        | لم تتأهل | —        |         |
| ١٠٠ متر ظهر S10         | 1:15.41         | ٥        | لم تتأهل | —        |         |
| ماري جيب                | ١٠٠ متر حرة S9  | 1:06.01  | ٥        | لم تتأهل | —       |
| ١٠٠ متر ظهر S9          | 1:12.92         | ٣ Q      | 1:12.33  | ٥        |         |
| ١٠٠ متر فراشة S9        | 1:12.95         | ٤ Q      | 1:13.60  | ٨        |         |
| ٢٠٠ متر فردي متنوع SM9  | 2:41.99         | ٥ Q      | 2:41.70  | ٧        |         |
| شيلبي نيوكيرك           | ٥٠ متر حرة S6   | 34.15    | ٤ Q      | 34.08    | ٤       |
| ١٠٠ متر حرة S7          | 1:15.38         | ٦        | لم تتأهل | —        |         |
| ١٠٠ متر ظهر S6          | 1:24.72         | ٢        | 1:22.24  | —        |         |
| هانا أوليت              | ٢٠٠ متر حرة S5  | 4:03.57  | ١٩       | لم تتأهل | —       |
| ٥٠ متر فراشة S5         | 56.87           | ٦        | لم تتأهل | —        |         |
| ٢٠٠ متر فردي متنوع SM5  | 4:29.42         | ٥        | لم تتأهل | —        |         |
| كليمانس باريه           | ٢٠٠ متر حرة S5  | 3:57.42  | ١٨       | لم تتأهل | —       |
| ٢٠٠ متر فردي متنوع SM5  | 4:28.43         | ٦        | لم تتأهل | —        |         |
| أورايلي ريفارد          | ١٠٠ متر ظهر S10 | 1:11.54  | ٤ Q      | 1:11.05  | ٨       |
| ٥٠ متر حرة S10          | 27.38           | ٢ Q      | 27.62    | —        |         |
| ١٠٠ متر حرة S10         | 1:00.41         | ١ Q      | 1:00.82  | —        |         |
| ٤٠٠ متر حرة S10         | 4:37.03         | ٢ Q      | 4:29.20  | —        |         |
| تيس روتليف              | ١٠٠ متر حرة S7  | 1:13.92  | ٤ Q      | 1:13.90  | ٨       |
| ١٠٠ متر صدر SB7         | 1:33.18         | ٢ Q      | 1:31.58  | —        |         |
| ٥٠ متر فراشة S7         | 36.60           | ١ Q      | 36.38    | ٤        |         |
| ٢٠٠ متر فردي متنوع SM7  | 2:59.06         | ١ Q      | 2:57.17  | —        |         |
| كاتارينا روكسون         | ١٠٠ متر صدر SB8 | 1:26.70  | ٣ Q      | 1:27.39  | ٨       |
| ٢٠٠ متر فردي متنوع SM9  | 2:48.61         | ٧        | لم تتأهل | —        |         |
| آبي تريب                | ٤٠٠ متر حرة S8  | 5:24.26  | ٥        | لم تتأهل | —       |
| ١٠٠ متر صدر SB7         | 1:46.57         | ٥        | لم تتأهل | —        |         |
| إيما فان دايك           | ١٠٠ متر ظهر S14 | 1:12.19  | ٥        | لم تتأهل | —       |
| ألي فان ويك-سمارت       | ١٠٠ متر حرة S3  | 2:32.41  | ٧        | لم تتأهل | —       |
| ٥٠ متر حرة S3           | 1:15.85         | ٦        | لم تتأهل | —        |         |

| رياضي                                                      | حدث                                  | تسخينات | تسخينات | أخير    | أخير |
| رياضي                                                      | حدث                                  | نتيجة   | رتبة    | نتيجة   | رتبة |
| ---------------------------------------------------------- | ------------------------------------ | ------- | ------- | ------- | ---- |
| سيباستيان ماسابي هانا أويليت فيليب فاشون آلي فان ويك سمارت | سباق التتابع الحر 4 × 50 متر 20 نقطة | 3:14.93 | 5       |         |      |
| كاتي كوسجريف فرناندو لو ريد ماكسويل شيلبي نيوكيرك          | 4 × 100 متر متنوعة 34 نقطة           | 4:46.82 | 5 س     | 4:50.00 | 8    |

## كرة الطاولة
لأول مرة في دورة الألعاب البارالمبية، تأهل بيتر إيشروود للمنافسة.
| بيتر إيشروود | فردي رجال C2 | جاكيمتشوك ( بول ) ل 1–3 | 17 |

## كرة السلة على الكراسي المتحركة
| فريق      | حدث           | مرحلة المجموعات | مرحلة المجموعات           | مرحلة المجموعات   | مرحلة المجموعات | ربع النهائي       | نصف النهائي              | النهائي / BM    | النهائي / BM |
| فريق      | حدث           | المعارضة نتيجة  | المعارضة نتيجة            | المعارضة نتيجة    | رتبة            | المعارضة نتيجة    | المعارضة نتيجة           | المعارضة نتيجة  | رتبة         |
| --------- | ------------- | --------------- | ------------------------- | ----------------- | --------------- | ----------------- | ------------------------ | --------------- | ------------ |
| رجال كندا | بطولة الرجال  | فرنسا غرب 83–68 | بريطانيا العظمى ل 58–88   | ألمانيا غرب 68–52 | 2 س             | هولندا غرب 79–67  | الولايات المتحدة ل 43–80 | ألمانيا ل 62–75 | 4            |
| نساء كندا | بطولة السيدات | الصين ل 65–70   | بريطانيا العظمى غرب 63–54 | إسبانيا غرب 81–49 | 2 س             | ألمانيا غرب 71–53 | هولندا ل 61–72           | الصين ل 43–65   | 4            |

تأهل فريق كندا للرجال للمنافسة بفضل نتائجهم بين الأربعة الأوائل في بطولة IWBF Men's Repechage 2024 في أنتيب بفرنسا.Wheelchair basketball at the 2024 Summer Paralympics – Men's team rosters
قائمة منتخب كندا الوطني لكرة السلة على الكراسي المتحركة – دورة الألعاب البارالمبية الصيفية 2024
| الرقم | الاسم          | العمر – تاريخ الميلاد    | النقاط |
| ----- | -------------- | ------------------------ | ------ |
| 4     | نيكولا غونتشين | ٣٢ – ١٩ كانون الأول ١٩٩١ | ٤٫٥    |
| 5     | غاريت أوستبتشَك | ٢٤ – ١٢ آذار ٢٠٠٠        | ٢٫٠    |
| 6     | روبرت هيدجز    | ٤٤ – ٥ كانون الثاني ١٩٨٠ | ٢٫٥    |
| 7     | فنسنت دالير    | ٢٩ – ٧ آذار ١٩٩٥         | ١٫٥    |
| 8     | بليز موتوار    | ٣٠ – ١٤ أيار ١٩٩٤        | ٣٫٥    |
| 9     | كولين هيغينز   | ٣٣ – ٢٣ أيار ١٩٩١        | ٤٫٥    |
| 10    | لي ميليمِك      | ٢٩ – ٩ كانون الثاني ١٩٩٥ | ١٫٠    |
| 11    | تشاد جاسمَن     | ٤٠ – ١٦ أيلول ١٩٨٣       | ١٫٥    |
| 12    | باتريك أندرسون | ٤٥ – ٢٢ آب ١٩٧٩          | ٤٫٥    |
| 13    | جوناثان فيرميت | ٣٣ – ٤ آذار ١٩٩١         | ١٫٠    |
| 14    | تايلر ميلر     | ٤٠ – ٢٤ حزيران ١٩٨٤      | ١٫٥    |
| 15    | ريد دي إيث     | ٢٢ – ٢٠ آب ٢٠٠٢          | ٤٫٥    |

الطاقم الفني:
- المدرب الرئيسي: ماتيو فيرياني
- المدرب المساعد: نيكولا بايمر

الرمز:
العمر محسوب اعتبارًا من ٢٩ آب ٢٠٢٤
 
الترتيب – كرة السلة على الكراسي المتحركة (رجال) – دورة الألعاب البارالمبية الصيفية 2024
| المركز | الفريق          | لُعب | فاز | خسر | النقاط المُسجلة | النقاط المستقبَلة | الفرق | النقاط | التأهل      |
| ------ | --------------- | --- | --- | --- | -------------- | ---------------- | ----- | ------ | ----------- |
| 1      | بريطانيا العظمى | 3   | 3   | 0   | ٢٤٩            | ١٦٣              | +٨٦   | 6      | ربع النهائي |
| 2      | كندا            | 3   | 2   | 1   | ٢٠٩            | ٢٠٨              | +1    | 5      | –           |
| 3      | ألمانيا         | 3   | 1   | 2   | ١٧٩            | ٢٠٨              | −٢٩   | 4      | –           |
| 4      | فرنسا (المضيف)  | 3   | 0   | 3   | ١٨٢            | ٢٤٠              | −٥٨   | 3      | –           |

المصدر: باريس ٢٠٢٤
قواعد التصنيف:
1. عدد النقاط
2. نتائج المواجهات المباشرة
3. فارق النقاط
4. عدد النقاط المُسجَّلة

ملاحظة: (المضيف) = الدولة المضيفةWheelchair basketball at the 2024 Summer Paralympics – Men's tournament٣٠ آب ٢٠٢٤
الساعة 18:15
تقرير المباراة
فرنسا ٦٨ – ٨٣ كندا
توزيع التسجيل حسب الأشواط:
٢٠–٢٦، ٢١–١٣، ١٣–٢٢، ١٤–٢٢
| الفريق | النقاط الأعلى | المتابعات         | التمريرات الحاسمة |
| ------ | ------------- | ----------------- | ----------------- |
| فرنسا  | جُوانسير – ٣٨  | بايل، جُوانسير – ٦ | ميهاوي – ٦        |
| كندا   | هيغينز – ٣٨   | أندرسون – ١٢      | أندرسون – ١٣      |

الصالة: قاعة بيرسي، باريس
الحضور الجماهيري: ١٢٬٧٢٦
الحكم: كرونوسلاف بيتش
٣١ آب ٢٠٢٤
الساعة 12:45
تقرير المباراة
كندا ٥٨ – ٨٨ بريطانيا العظمى
توزيع التسجيل حسب الأشواط:
١٤–٢٩، ١٩–٢١، ١٥–٢٤، ١٠–١٤
| الفريق          | النقاط الأعلى | المتابعات   | التمريرات الحاسمة    |
| --------------- | ------------- | ----------- | -------------------- |
| كندا            | هيغينز – ١٤   | غونتشين – ٦ | ثلاثة لاعبين – ٣     |
| بريطانيا العظمى | برات – ٢٠     | مانينغ – ٩  | واربورتون، برات – ١٠ |

الصالة: قاعة بيرسي، باريس
الحضور الجماهيري: ١٢٬٧٦١
الحكم: ليناس راديكاس
٢ أيلول ٢٠٢٤
الساعة 16:00
تقرير المباراة
ألمانيا ٥٢ – ٦٨ كندا
توزيع التسجيل حسب الأشواط:
١١–١٦، ١٣–٢١، ١٨–٢٧، ١٠–٤
| الفريق  | النقاط الأعلى     | المتابعات   | التمريرات الحاسمة |
| ------- | ----------------- | ----------- | ----------------- |
| ألمانيا | غينتنر، بومه – ١٧ | غينتنر – ١١ | بومه – ٤          |
| كندا    | أندرسون – ١٧      | غونتشين – ٩ | هيغينز – ٦        |

الصالة: قاعة بيرسي، باريس
الحضور الجماهيري: ٨٬٨٩١
الحكم: شونسوكي نيكايدو
٣ أيلول ٢٠٢٤
الساعة 16:00
تقرير المباراة
كندا ٧٩ – ٦٧ هولندا
توزيع التسجيل حسب الأشواط:
١٨–١٩، ٢٦–١٠، ٢١–٢٢، ١٤–١٦
| الفريق | النقاط الأعلى    | المتابعات    | التمريرات الحاسمة |
| ------ | ---------------- | ------------ | ----------------- |
| كندا   | أندرسون – ٢٠     | أندرسون – ٢٠ | غونتشين – ٧       |
| هولندا | أوب دن أورث – ١٨ | بوغنفيش – ٩  | بوغنفيش – ١٢      |

الصالة: قاعة بيرسي، باريس
الحضور الجماهيري: ١١٬٢٧٩
الحكم: شو-في شيه
٥ أيلول ٢٠٢٤
الساعة 21:30
تقرير المباراة
الولايات المتحدة ٨٠ – ٤٣ كندا
توزيع التسجيل حسب الأشواط:
١٥–١٦، ٢٥–١٦، ١٩–٧، ٢١–٤
| الفريق           | النقاط الأعلى | المتابعات   | التمريرات الحاسمة |
| ---------------- | ------------- | ----------- | ----------------- |
| الولايات المتحدة | بيل – ٣١      | بيل – ١٠    | ويليامز – ١١      |
| كندا             | أندرسون – ١٦  | أندرسون – ٦ | هيغينز – ٧        |

الصالة: قاعة بيرسي، باريس
الحضور الجماهيري: ١٢٬٥٢٤
الحكم: ليناس راديكاس
٧ أيلول ٢٠٢٤
الساعة 16:00
تقرير المباراة
كندا ٦٢ – ٧٥ ألمانيا
توزيع التسجيل حسب الأشواط:
١٧–١١، ١٨–١٦، ١٣–٢٠، ١٤–٢٨
| الفريق  | النقاط الأعلى | المتابعات    | التمريرات الحاسمة    |
| ------- | ------------- | ------------ | -------------------- |
| كندا    | أندرسون – ٣١  | أندرسون – ١١ | أندرسون، غونتشين – ٤ |
| ألمانيا | بومِه – ٣٦     | غونتنر – ١٠  | ثلاثة لاعبين – ٥     |

الصالة: قاعة بيرسي، باريس
الحضور الجماهيري: ١٢٬٤١٩
الحكم: كرونوسلاف بيتش

### بطولة السيدات
تأهل فريق كندا للسيدات للمنافسة بفضل نتائجه في المراكز الأربعة الأولى في بطولة IWBF للسيدات 2024 في أوساكا باليابان.
قائمة منتخب كندا الوطني لكرة السلة على الكراسي المتحركة للسيدات – دورة الألعاب البارالمبية الصيفية ٢٠٢٤
| الرقم | الاسم              | العمر – تاريخ الميلاد     | النقاط |
| ----- | ------------------ | ------------------------- | ------ |
| ٤     | روزالي لالوند      | ٢٧ – ٢٧ آذار ١٩٩٧         | ٣٫٠    |
| ٥     | إيلودي تيسيي       | ٢٨ – ١٤ آذار ١٩٩٦         | ٢٫٥    |
| ٦     | آرين يونغ          | ٢٨ – ١٠ تموز ١٩٩٦         | ٤٫٥    |
| ٧     | سيندي أوليه        | ٣٥ – ٨ كانون الأول ١٩٨٨   | ٣٫٥    |
| ٨     | تمارا ستيفز        | ٣٤ – ٢٣ أيلول ١٩٨٩        | ١٫٥    |
| ١٠    | بيوساند لاي        | ٢٤ – ٢٩ تموز ٢٠٠٠         | ١٫٠    |
| ١١    | تارا يانيس         | ٤٧ – ٢٨ تشرين الثاني ١٩٧٦ | ١٫٥    |
| ١٢    | بيثاني جونسون      | ٢٢ – ٢٩ تشرين الثاني ٢٠٠١ | ٤٫٠    |
| ١٣    | كادي داندونو       | ٣٤ – ٢٥ كانون الثاني ١٩٩٠ | ٤٫٥    |
| ١٤    | صوفيا فاسي-فِهري    | ٣٥ – ١٩ كانون الثاني ١٩٨٩ | ١٫٠    |
| ١٥    | ميلاني هاوتِن       | ٣٦ – ٢٠ تموز ١٩٨٨         | ١٫٠    |
| ١٦    | ديزيري آيزاك-بيكتو | ٢٤ – ١٠ كانون الأول ١٩٩٩  | ٤٫٠    |

المدرب الرئيسي: ميشيل سونغ
المدربون المساعدون: ديلان كارتر
ملاحظة: العمر يُحتسب كما هو في ٢٩ آب ٢٠٢٤.
ترتيب المجموعة – منتخب كندا للسيدات في كرة السلة على الكراسي المتحركة – دورة الألعاب البارالمبية باريس ٢٠٢٤
| الترتيب | الفريق          | لُعب | فاز | خسر | نقاط مُسجَّلة (PF) | نقاط مستقبَلة (PA) | فارق النقاط (PD) | النقاط (Pts) | ملاحظات              |
| ------- | --------------- | --- | --- | --- | --------------- | ----------------- | ---------------- | ------------ | -------------------- |
| ١       | الصين           | ٣   | ٣   | ٠   | ١٩٦             | ١٥٠               | +٤٦              | ٦            | تأهل إلى ربع النهائي |
| ٢       | كندا            | ٣   | ٢   | ١   | ٢٠٩             | ١٧٣               | +٣٦              | ٥            |                      |
| ٣       | بريطانيا العظمى | ٣   | ١   | ٢   | ١٧٠             | ١٥٩               | +١١              | ٤            |                      |
| ٤       | إسبانيا         | ٣   | ٠   | ٣   | ١٢١             | ٢١٤               | −٩٣              | ٣            |                      |

المصدر: باريس ٢٠٢٤
قواعد التصنيف:
١) عدد النقاط؛ ٢) نتيجة المواجهات المباشرة؛ ٣) فارق النقاط؛ ٤) مجموع النقاط المُسجَّلة.
٢٩ آب ٢٠٢٤
الساعة: ١٨:١٥
التقرير
| الفريق | النتيجة | الفريق |
| ------ | ------- | ------ |
| كندا   | ٦٥      | الصين  |

توزيع النقاط حسب الأرباع:
١٥–١٩، ١٨–١٨، ٢٢–١٦، ١٠–١٧
أفضل اللاعبات:
- كندا:
  - النقاط: داندونو – ٢٨
  - المتابعات: داندونو – ٩
  - التمريرات الحاسمة: داندونو – ٧
- الصين:
  - النقاط: ش. زانغ – ٣٠
  - المتابعات: ش. زانغ – ٧
  - التمريرات الحاسمة: ت. زانغ – ١٢

الصالة: بيرسي أرينا، باريس
الحضور: ١٢٬٦٨٢
الحكم: سيلين فيلار
٣١ آب ٢٠٢٤
الساعة: ١٠:٣٠
التقرير
| الفريق          | النتيجة | الفريق |
| --------------- | ------- | ------ |
| بريطانيا العظمى | ٥٤      | كندا   |

توزيع النقاط حسب الأرباع:
١٣–١٠، ١١–١٩، ١٢–٢٢، ١٨–١٢
أفضل اللاعبات:
- بريطانيا العظمى:
  - النقاط: كونروي – ١٥
  - المتابعات: ويليامز، لوف – ٩
  - التمريرات الحاسمة: هايزلدن – ٩
- كندا:
  - النقاط: يونغ – ٢٦
  - المتابعات: يونغ – ١٢
  - التمريرات الحاسمة: يونغ – ٨

الصالة: بيرسي أرينا، باريس
الحضور: ١٢٬٧٦١
الحكم: آدم فرونتشاك
١ أيلول ٢٠٢٤
الساعة: ٢١:٣٠
التقرير
| الفريق  | النتيجة | الفريق |
| ------- | ------- | ------ |
| إسبانيا | ٤٩      | كندا   |

توزيع النقاط حسب الأرباع:
١٤–٢١، ١٢–٢٠، ١٠–١٨، ١٣–٢٢
أفضل اللاعبات:
- إسبانيا:
  - النقاط: لوبيز – ١٢
  - المتابعات: زودايري – ٦
  - التمريرات الحاسمة: رويز – ١١
- كندا:
  - النقاط: داندونو – ٣٦
  - المتابعات: داندونو – ١٢
  - التمريرات الحاسمة: داندونو – ١٢

الصالة: بيرسي أرينا، باريس
الحضور: ٧٬٣٢٩
الحكم: سيلين فيلار
٤ أيلول ٢٠٢٤
الساعة: ٢١:٣٠
التقرير
| الفريق | النتيجة | الفريق  |
| ------ | ------- | ------- |
| كندا   | ٧١      | ألمانيا |

توزيع النقاط حسب الأرباع:
١٧–١٢، ١٧–١٠، ١٧–١٤، ٢٠–١٧
أفضل اللاعبات:
- كندا:
  - النقاط: داندونو – ٣٣
  - المتابعات: داندونو – ١٦
  - التمريرات الحاسمة: يونغ – ٧
- ألمانيا:
  - النقاط: ميلر – ١٨
  - المتابعات: ميلر – ٨
  - التمريرات الحاسمة: ميلر – ١٤

الصالة: بيرسي أرينا، باريس
الحضور: ١٢٬٥١٨
الحكم: شونسوكي نيكايدو
٦ أيلول ٢٠٢٤
الساعة: ٢١:٣٠
التقرير
| الفريق | النتيجة | الفريق |
| ------ | ------- | ------ |
| هولندا | ٧٢      | كندا   |

توزيع النقاط حسب الأرباع:
١٦–١٢، ١٧–٢٣، ٢٠–١٤، ١٩–١٢
أفضل اللاعبات:
- هولندا:
  - النقاط: كرامر – ٢٥
  - المتابعات: بيير – ١٢
  - التمريرات الحاسمة: كرامر – ٩
- كندا:
  - النقاط: يونغ – ٢٩
  - المتابعات: داندونو – ١٣
  - التمريرات الحاسمة: داندونو – ١٠

الصالة: بيرسي أرينا، باريس
الحضور: ١٢٬٥١٤
الحكم: شونسوكي نيكايدو
٨ أيلول ٢٠٢٤
الساعة: ١٠:٣٠
التقرير
| الفريق | النتيجة | الفريق |
| ------ | ------- | ------ |
| الصين  | ٦٥      | كندا   |

توزيع النقاط حسب الأرباع:
١٩–١١، ١٦–٦، ١٦–٨، ١٤–١٨
أفضل اللاعبات:
- الصين:
  - النقاط: تي. جانغ – ١٦
  - المتابعات: إكس. جانغ – ٧
  - التمريرات الحاسمة: لين – ١٢
- كندا:
  - النقاط: يونغ – ١٢
  - المتابعات: داندونو – ٩
  - التمريرات الحاسمة: داندونو، يونغ – ٥

الصالة: بيرسي أرينا، باريس
الحضور: ١٢٬٥٧٦
الحكم: يكتا كوتش

## سياج الكراسي المتحركة
| ريان روسيل | سيف المبارزة للرجال أ | مانكو ( المملكة المتحدة ) ل 6–15 | 18                            |                         |    |
| ريان روسيل | سيف الرجال أ          | مانكو ( المملكة المتحدة ) ل 7–15 | أوليفيرا ( حمالة صدر ) W 15–4 | جيوردان ( ايتا ) ل 5–15 | 11 |

| روث سيلفي موريل | سيف السابر للسيدات أ   | موركفيتش ( المملكة المتحدة ) ل 1–15        | 21                           |                          |                            |   |
| ترينيتي لوثيان  | سيف المبارزة للسيدات B | فيدوتا-إيساييفا ( المملكة المتحدة ) ل 9–15 | تشو ( كور ) W 15–7           | باسكينو ( ايتا ) W 15–13 | تونغ ( هونغ كونغ ) ل 14–15 | 5 |
| ترينيتي لوثيان  | سيف السابر للسيدات ب   | تشو ( كور ) ل 8–15                         | سانتوس ( حمالة صدر ) ل 14–15 | 13                       |                            |   |

## الرجبي على الكراسي المتحركة
تأهل فريق كندا للمنافسة في الألعاب البارالمبية، بفضل نتائج أفضل ثلاثة فرق مصنفة في بطولة التصفيات البارالمبية 2024 في ويلينغتون ، نيوزيلندا.
ملخص
| فريق       | مرحلة المجموعات          | مرحلة المجموعات   | مرحلة المجموعات | مرحلة المجموعات | نصف النهائي        | النهائي / BM   | النهائي / BM |
| فريق       | المعارضة نتيجة           | المعارضة نتيجة    | المعارضة نتيجة  | رتبة            | المعارضة نتيجة     | المعارضة نتيجة | رتبة         |
| ---------- | ------------------------ | ----------------- | --------------- | --------------- | ------------------ | -------------- | ------------ |
| منتخب كندا | الولايات المتحدة ل 48–51 | ألمانيا غرب 54–47 | اليابان ل 46–50 | 3               | الدنمارك غرب 56–46 | فرنسا ل 50–53  | 6            |

قائمة الفريق
- كودي كالدويل
- باتريس داجينيس
- ماثيو أنتوني ديبلي
- جويل إيورت
- إريك فورتادو رودريغيز
- بايرون جرين
- تريفور هيرشفيلد
- ريو كاندا كوفاتش
- أنتوني ليتورنو
- زاكاري ماديل
- ترافيس موراو
- مايك وايتهايد

مرحلة المجموعات 
الترتيب العام – باريس 2024
| المركز | الفريق           | ل.ل | ف | ت | خ | له  | عليه | الفارق | النقاط | التأهل        |
| ------ | ---------------- | --- | - | - | - | --- | ---- | ------ | ------ | ------------- |
| 1      | اليابان          | 3   | 3 | 0 | 0 | 150 | 132  | +18    | 6      | نصف النهائي   |
| 2      | الولايات المتحدة | 3   | 2 | 0 | 1 | 150 | 140  | +10    | 4      | —             |
| 3      | كندا             | 3   | 1 | 0 | 2 | 148 | 148  | 0      | 2      | أدوار الترضية |
| 4      | ألمانيا          | 3   | 0 | 0 | 3 | 138 | 166  | −28    | 0      | —             |

المصدر: باريس 2024
 
29 آب 2024 – الساعة 13:30
| الولايات المتحدة 🇺🇸 | النتيجة | 🇨🇦 كندا |
| ------------------- | ------- | ------- |
| 51                  |         | 48      |

مسجلو النقاط – الولايات المتحدة:
- تشاك أووكي – 21 نقطة
- جوش ويلر – 11 نقطة
- سارة آدم – 6 نقاط
- إيريك نيوبي – 3 نقاط
- جوش أونيل – نقطتان
- تشاك ميلتون – نقطة واحدة
- جيف باتلر – نقطة واحدة
- لي فريدِت – نقطة واحدة

مسجلو النقاط – كندا:
- زاك ماديل – 31 نقطة
- كودي كالدويل – 5 نقاط
- ريو كاندا كوفاتش – 3 نقاط
- مايك وايتهيد – 3 نقاط
- تريفور هيرشفيلد – 3 نقاط
- أنتوني ليتورنو – نقطتان

المكان: القصر الكبير المؤقت (Grand Palais Éphémère)، باريس
تقرير المباراة: متوفر
30 آب 2024 – الساعة 17:30
| ألمانيا 🇩🇪 | النتيجة | 🇨🇦 كندا |
| ---------- | ------- | ------- |
| 47         |         | 54      |

مسجلو النقاط – ألمانيا:
- ماركو هيربست – 20 نقطة
- يوسكو فيلكه – 8 نقاط
- شتيفن فيكه – 8 نقاط
- بريتا كريبكه – 5 نقاط
- ميخائيل فولتر – 3 نقاط
- ينس زاوربير – نقطتان

مسجلو النقاط – كندا:
- زاكاري ماديل – 28 نقطة
- ريو كوفاتش كاندا – 6 نقاط
- أنتوني ليتورنو – 5 نقاط
- ماثيو ديبلي – 4 نقاط
- مايك وايتهيد – 4 نقاط
- باتريس داجينيه – نقطتان
- كودي كالدويل – نقطتان
- جويل إيويرت – نقطتان
- إيريك رودريغز فورتادو – نقطة واحدة
- تريفور هيرشفيلد – نقطة واحدة

المكان: القصر الكبير المؤقت (Grand Palais Éphémère)، باريس
تقرير المباراة: متوفر
31 آب 2024 – الساعة 17:30
| 🇨🇦 كندا | النتيجة | اليابان 🇯🇵 |
| ------- | ------- | ---------- |
| 46      |         | 50         |

مسجلو النقاط – كندا:
- زاكاري ماديل – 27 نقطة
- ريو كوفاتش كاندا – 7 نقاط
- أنتوني ليتورنو – 5 نقاط
- كودي كالدويل – 5 نقاط
- تريفور هيرشفيلد – نقطة واحدة

مسجلو النقاط – اليابان:
- يوكينوبو إيكي – 15 نقطة
- دايسكي إيكيزاكي – 14 نقطة
- كاتسويا هاشيموتو – 11 نقطة
- شونيا ناكاماشي – 5 نقاط
- سييا نوريماتسو – نقطتان
- ريوجي كوسابا – نقطة واحدة

المكان: القصر الكبير المؤقت (Grand Palais Éphémère)، باريس
تقرير المباراة: متوفر
1 أيلول 2024 – الساعة 11:30
| 🇨🇦 كندا | النتيجة | الدنمارك 🇩🇰 |
| ------- | ------- | ----------- |
| 56      |         | 46          |

مسجلو النقاط – كندا:
- زاكاري ماديل – 27 نقطة
- ترافيس موراو – 7 نقاط
- أنتوني ليتورنو – 7 نقاط
- كودي كالدويل – 5 نقاط
- ريو كوفاتش كاندا – نقطتان
- جويل إيويرت – نقطتان
- ماثيو ديبلي – نقطتان
- تريفور هيرشفيلد – نقطة واحدة
- باتريس داجينيه – نقطة واحدة

مسجلو النقاط – الدنمارك:
- سيباستيان فريدريكسن – 13 نقطة
- مورتن إيلمولت – 8 نقاط
- ليون يورغنسن – 8 نقاط
- مارك بيترز – 7 نقاط
- كااري نيلسن مومي – 5 نقاط
- يسبر كروجر – نقطتان
- ياكوب مورتينسن – نقطة واحدة
- ميكل شوتيل – نقطة واحدة
- كريستيان إريكسن باك – نقطة واحدة

المكان: القصر الكبير المؤقت (Grand Palais Éphémère)، باريس
تقرير المباراة: متوفر
نهائي المركز الخامس
٢ سبتمبر ٢٠٢٤  
١٧:٣٠  
كندا ٥٠–٥٣ فرنسا  
زاكاري ماديل – ٣٥  
كودي كالدويل – ٣  
تريفور هيرشفيلد – ٣  
أنطوان ليتورنو – ١  
باتريس داجينيس – ١  
مايك وايت هيد – ١  
التقرير  
جوناثان هيفرنات – ٢٥  
سيباستيان فيردان – ٢١  
كورنتان جين – ١  
جراند بالاي إيفيمير، باريس

## تنس الكراسي المتحركة
لقد تأهل روبرت شو للمنافسة.
| روبرت شو | أغاني فردية | سيلفا ( حمالة صدر ) فوز 6-2، 6-1 | فينك ( نيد ) ل 0–6، 0–6 | =5 |